# 列斯中央圖書館
列斯中央圖書館（Leeds Central Library）是英國城市利兹的公共圖書館，也是利茲最大的圖書館。這座圖書館也是英國的II*級登錄建築，修建於1878年至1884年。

## 外部連結
- 官方网站
- Leeds Libraries Catalogue （页面存档备份，存于）
- Leeds Libraries Official Facebook page （页面存档备份，存于）
- Leeds Art Gallery Homepage （页面存档备份，存于）
- Historic Photographs of Leeds （页面存档备份，存于）

53°48′00″N 1°32′53″W / 53.8001°N 1.5481°W